# Moritz von Oswald
Moritz von Oswald (Berlino, 1962) è un polistrumentista, compositore e produttore discografico tedesco.
È noto per essere uno dei più influenti e importanti produttori per progetti di musica elettronica dagli anni '90 ad oggi, come testimonia il vasto catalogo della casa discografica che conduce assieme a Mark Ernestus, la Basic Channel. Oltre che produttore è anche diretto protagonista nel duo "Basic Channel" (omonimo della casa discografica) e in "Maurizio", tra i progetti di punta della musica elettronica tedesca sin dai primi anni '90 e ancora attivi, innovativi per la proposta di una commistione tra techno, dub e reggae, con un respiro complessivo vicino alla world music, ancorché fortemente connotata dall'elettronica.

## Carriera
I suoi esordi musicali risalgono ai primi anni '80, quando fu percussionista per un breve periodo per i Palais Schaumburg per gli Associates, ma cominciò a muoversi verso il mondo dell'elettronica verso la fine del decennio. Questa strada lo porta inizialmente assieme a Thomas Fehlmann a produrre sotto lo pseudonimo 2B e poi 3B alcuni lavori, che li conducono anche ad una collaborazione con Juan Atkins ("3MB Feat. Magic Juan Atkins" - 1992). Negli anni successivi è cofondatore dell'etichetta Basic Channel assieme a Mark Ernestus, tramite la quale con vari lavori editi con vari pseudonimi dai due (Cyrus, Maurizio, Phylyps, Quadrant, Rhythm & Sound, Round Five, Round Four, Round Three, Round Two e Round One) a partire dal 1993 cominciarono a gettare le basi della minimal techno, divenendo di fatto uno dei rami dell'asse Detroit/Berlino assieme ad artisti come Robert Hood, Jeff Mills, Mike Banks e UR. Vivendo e operando a Berlino, von Oswald fu anche parte della scena musicale che ruotava attorno al Tresor Club, importante locale berlinese ancora in attività, così come all'Hardwax, il negozio di dischi di Mark Ernestus. Questi per lungo tempo sono stati luoghi di incontro importanti per gli artisti della scena techno tedesca e non solo. I progetti Basic channel e Maurizio sono caratterizzati da musica con battute 4/4, sintetizzatori sincopati e lievemente sopra tempo, spesso uniti ad atmosfere afro-reggae, una sorta di marchio di fabbrica. Questi lavori hanno influenzato artisti come Richie Hawtin, Thomas Brinkmann, Robert Henke (Monolake), Wolfgang Voigt e successivamente altri artisti prodotti dalla etichetta Chain Reaction, una costola del progetto Basic Channel, che con il tempo si è arricchito di molti sottoprogetti, legati alla produzione di artisti emergenti con forti influenze afro e reggae che si esplicitano principalmente nel progetto Wakies. Una importante collaborazione risale al 2008, anno in cui von Oswald assieme a Carl Craig compone "ReComposed" per l'etichetta Deutsche Grammophon, una rivisitazione elettronica di composizioni di Maurice Ravel e Modest Petrovič Musorgskij che è anche la prima apertura e il primo riconoscimento dato dall'etichetta tedesca, tipicamente votata alla musica classica, alla musica elettronica contemporanea nella sua componente techno. Il suo progetto più recente lo vede protagonista con il "Moritz Von Oswald Trio", del quale fanno parte altri due importanti artisti, come Max Loderbauer (Sun Electric) e Sasu Ripatti (Vladislav Delay, Luomo, Uusitalo). Con questa denominazione sono stati sinora prodotti quattro album, dei quali il più recente è "Fetch" (2012). Nel 2013 è uscito per l'etichetta Tresor l'album "Borderland", che lo vede protagonista assieme ad un altro elemento fondamentale per la musica techno di Detroit, Juan Atkins a sancire ancora una volta il legame che si venuto a creare nel tempo sull'asse musicale Detroit/Berlino.
Alla sua attività prettamente artistica ha affiancato quella di tecnico e ingegnere del suono, dal 1995 al 2008 presso gli studi Dubplates & Mastering di Berlino, anch'essi una filiazione del progetto Basic Channel.

## Curiosità
È discendente diretto del primo cancelliere tedesco Otto von Bismarck, che era suo trisnonno. 

## Discografia parziale
- Come Moritz von Oswald
  - ReComposed (2008)  con Carl Craig 
  - Borderland (2013)  con Juan Atkins 
  - Transport (2016)  con Juan Atkins 
  - Moritz Von Oswald & Ordo Sakhna (2017)

- Come Maurizio
  - Ploy EP (1992)
  - Lyot EP (1992)
  - Domina EP (1993)
  - M4 (1995)
  - M4.5 (1995)
  - M5 (1995)
  - M6 (1996)
  - M7 (1997)
  - M CD (Metal Box) (1997)  Compilation dei lavori editi come Maurizio

- Come Quadrant
  - Q 1.1 (1993)
  - Quadrant EP (1993)
  - Infinition / Hyperprism (2004)

- Come Phylyps
  - Trak (1993)
  - Trak II (1994)

- Come Round One - Round Five
  - Round One - I'm your brother (1995)  (Voce Andy Caine) 
  - Round Two - New day (1995)  (Voce Andy Caine) 
  - Round Three - Acting crazy (1995)  (Voce Tikiman) 
  - Round Four - Find a way (1998)  (Voce Tikiman) 
  - Round Five - Na fe rule (1999)  (Voce Tikiman) 
  - 1993 - 1999 Main Street Record (1999)  Compilation dei lavori editi come Round One - Round Five

- Come Rhythm & Sound
  - Showcase (w/ Tikiman) (1998)  (Voce Tikiman) 
  - Rhythm & Sound (2003)
  - w/ the Artists (2003)  Compilation dei lavori editi come Rhythm & Sound 
  - the Versions (2003)  Compilation delle versioni strumentali 
  - See Mi Yah (2005)
  - See Mi Yah Remixes (2006)

- Come Moritz von Oswald Trio
  - Vertical Ascent (2009) [Vladislav Delay/Max Loderbauer/Moritz Von Oswald]
  - Live in New York (2010)
  - Horizontal Structures (2011) [Vladislav Delay/Max Loderbauer/Moritz Von Oswald]
  - Fetch (2012) [Vladislav Delay/Max Loderbauer/Moritz Von Oswald]
  - Sounding Lines (2015) [Tony Allen/Max Loderbauer/Moritz Von Oswald]
  - Dissent (Chapter 1-10) (2021) [Laurel Halo/Heinrich Köbberling/Moritz Von Oswald]